# العلاقات التركية الروسية

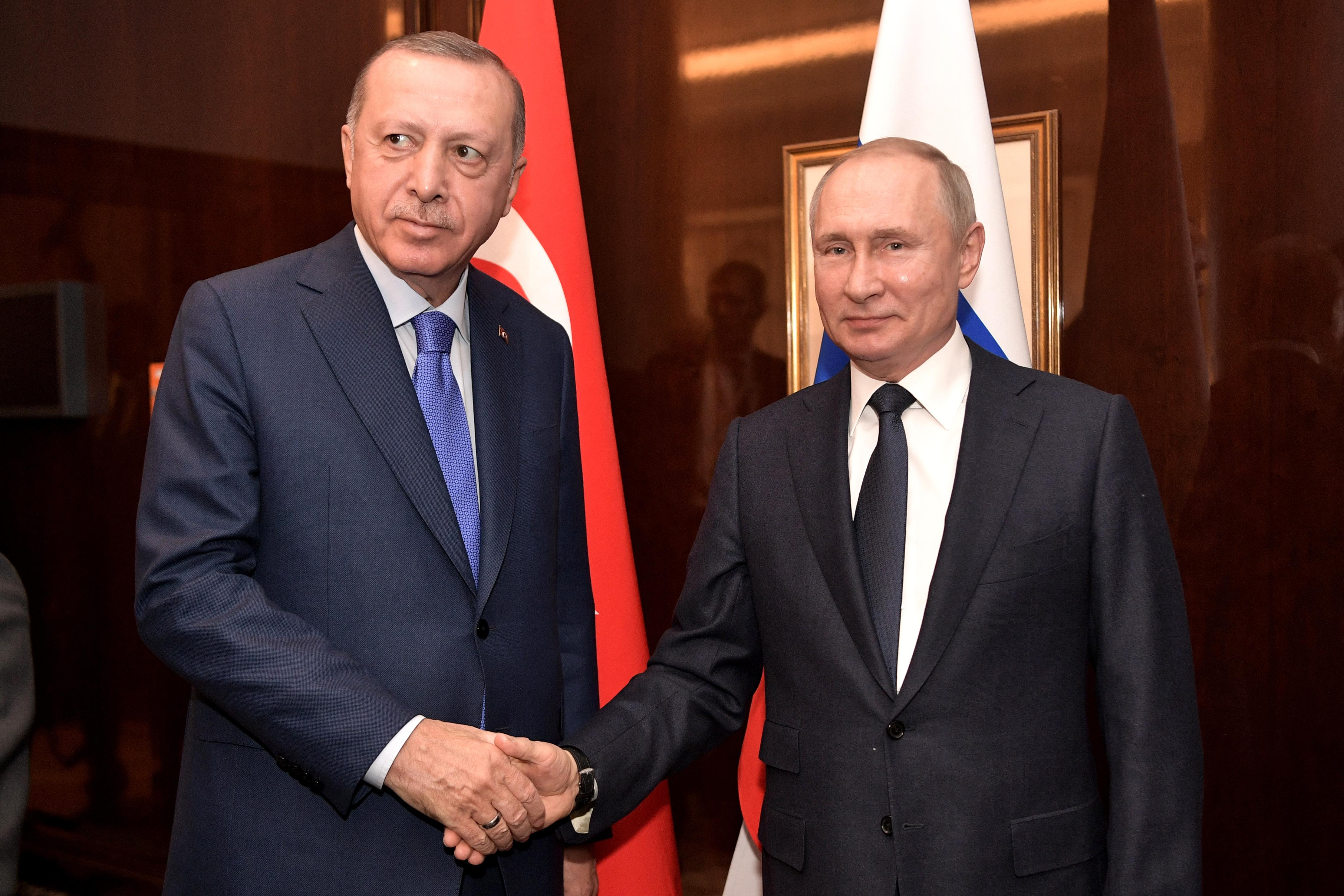
لقاء الرئيس التركي رجب طيب أردوغان مع الرئيس الروسي فلاديمير بوتين في 2020.

العلاقات التركية الروسية هي العلاقات الثنائية المتغيرة بين الجمهورية التركية وروسيا الاتحادية. من أواخر القرن السادس عشر 16 حتى بداية القرن العشرين، كانت العلاقات العثمانية والروسية عادة سلبية وعدائية واشتبكت القوتين في العديد من الحروب الروسية التركية، التي تضم واحدة من أطول الحروب في التاريخ الحديث. حيث حاولت روسيا بسط نفوذها في البلقان والسيطرة على مضيق البوسفور على حساب ضعف الإمبراطورية العثمانية. نتيجة لذلك، كان التاريخ الدبلوماسي بين القوتين مريرًا وحادًا للغاية حتى الحرب العالمية الأولى. ومع ذلك، في أوائل العشرينات من القرن الماضي، نتيجة لمساعدة الحكومة البلشفية الروسية للثوار الأتراك خلال حرب الاستقلال التركية، تحسنت العلاقات بين الحكومات. ساءت العلاقات مرة أخرى في نهاية الحرب العالمية الثانية حيث قدمت الحكومة السوفيتية مطالبات إقليمية وطالبت تركيا بتنازلات أخرى. انضمت تركيا إلى الناتو في عام 1952 ووضعت نفسها ضمن التحالف الغربي ضد حلف وارسو خلال الحرب الباردة، فأصبحت العلاقات بين البلدين في أدنى مستوياتها. بدأت العلاقات في التحسن في العام التالي، عندما تخلى الاتحاد السوفيتي عن مطالبه الإقليمية بعد وفاة ستالين.
بعد تفكك الاتحاد السوفيتي في عام 1991، تحسنت العلاقات بين تركيا وروسيا بشكل ملحوظ وأصبح البلدان من بين أكبر الشركاء التجاريين لبعضهما البعض. أصبحت روسيا أكبر مزود للطاقة لتركيا، بينما بدأت العديد من الشركات التركية العمل في روسيا. في التسعينيات، أصبحت تركيا الوجهة الأجنبية الأولى للسياح الروس.
ومع ذلك، لا يزال البلدان يقفان على طرفي نقيض عندما يتعلق الأمر بالسياسة الخارجية، لا سيما في القضايا المتوترة مثل نزاع مرتفعات قره باغ، والحرب الأهلية السورية، والحرب الأهلية الليبية، وحرب كوسوفو ولديهم وجهات نظر متعارضة حول الإبادة الجماعية للأرمن. كانت العلاقات متوترة في أعقاب إسقاط طائرة مقاتلة روسية في نوفمبر 2015، وعادت إلى طبيعته مرة أخرى في عام 2016.

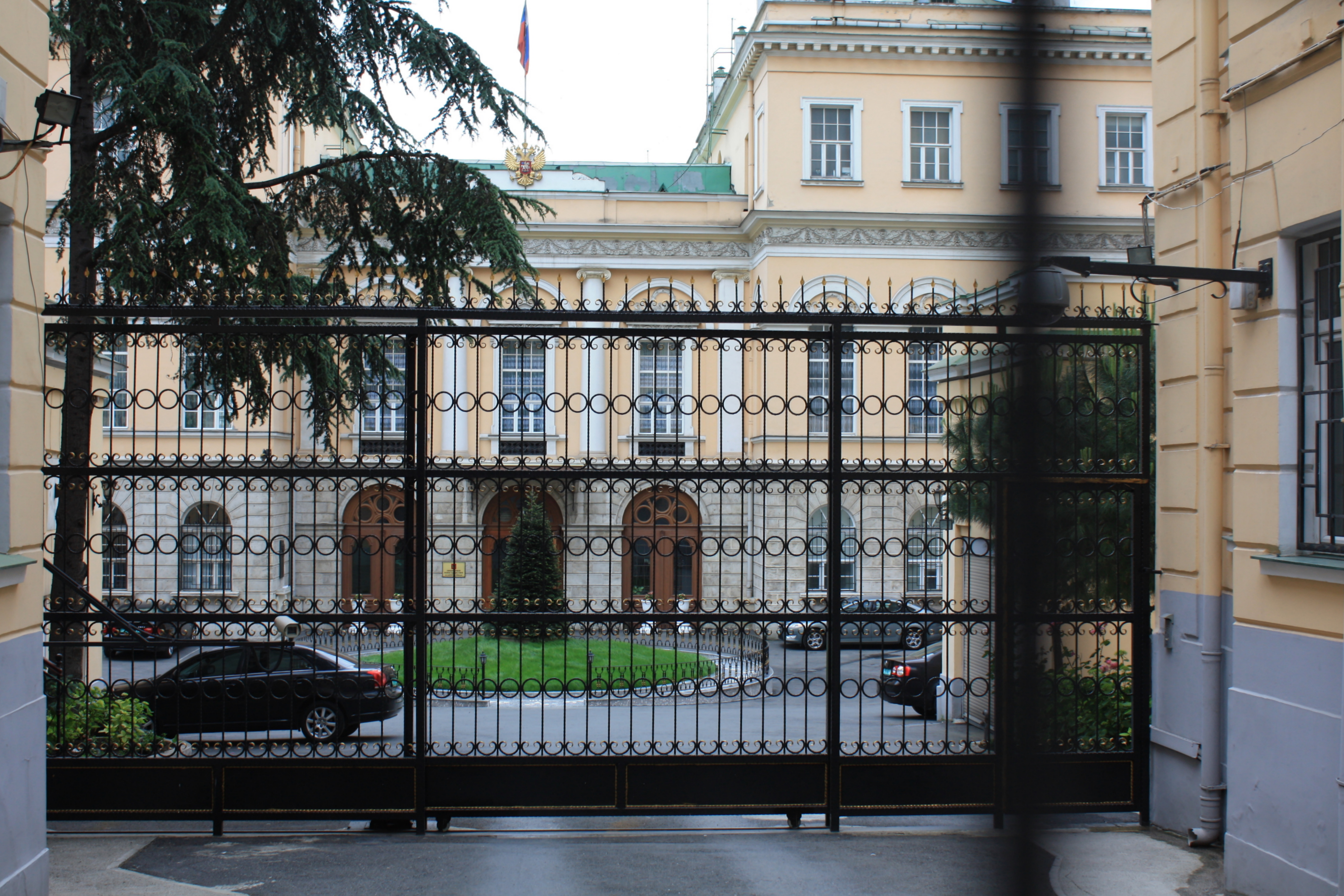
القنصلية الروسية في شارع الاستقلال في اسطنبول

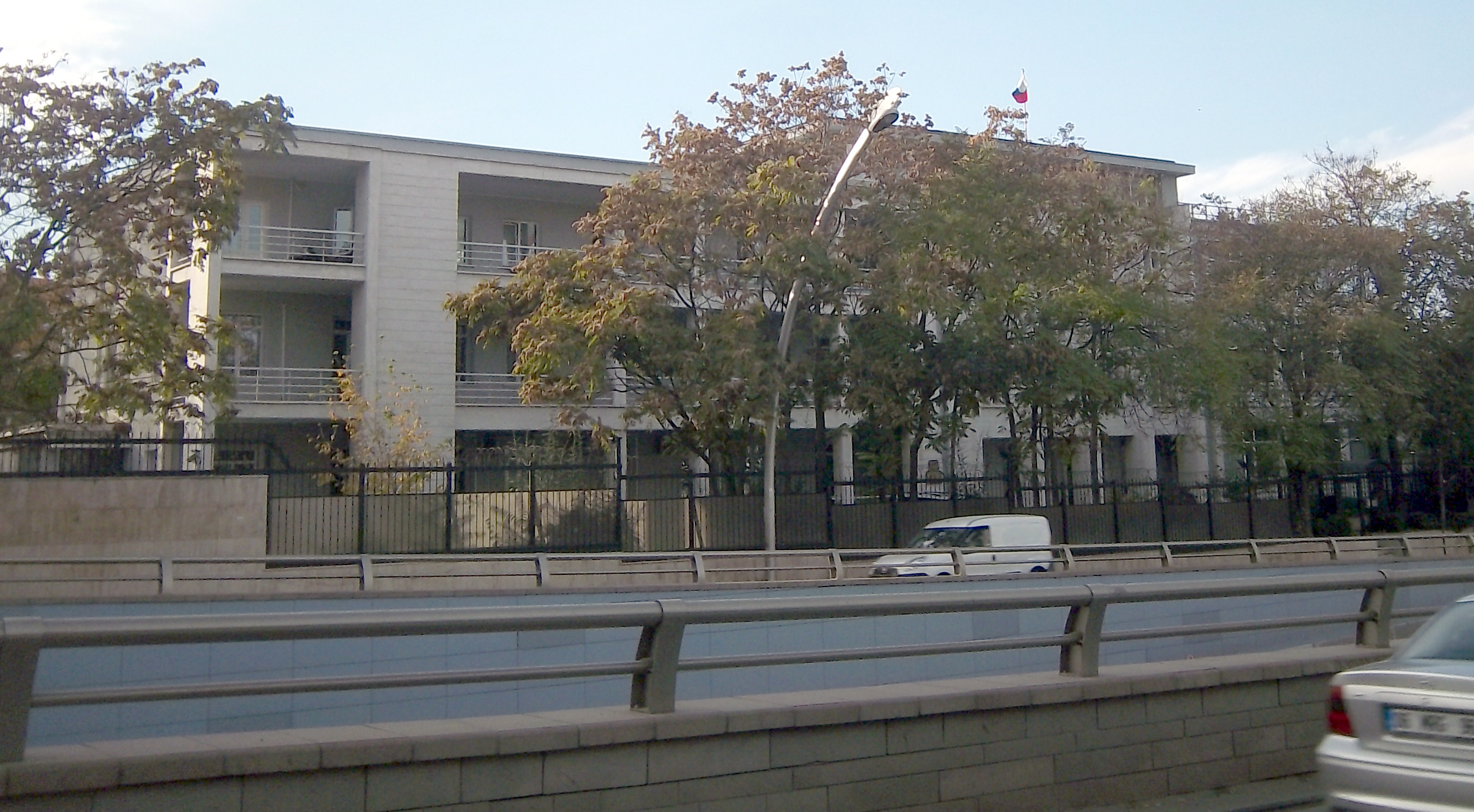
السفارة الروسية في أنقرة، 2015

## التاريخ
العلاقات الثنائية بين البلدين لها تاريخ عمره 5 قرون. حيث بعث إيفان الثالث الأمير الأكبر وحاكم روسيا في عام 1492 برسالة إلى السلطان العثماني بايزيد الثاني حول مسائل التجارة البحرية بين الجانبين. وافتتحت السفارة الدائمة للامبراطورية الروسية بالقسطنطينية في عام 1701.
أقيمت العلاقات الدبلوماسية بين تركيا وروسيا السوفيتية في 3 يونيو عام 1920. واعترفت تركيا في عام 1991 بروسيا الاتحادية بكونها وارثة لحقوق الاتحاد السوفيتي.
عقدت بين روسيا وتركيا ما يزيد عن 60 معاهدة تخص التعاون في المجالات المختلفة. وضمن أهم الاتفاقيات المعقودة في السنوات الاخيرة معاهدة اسس العلاقات (25 مايو عام 1992)، وخطة الأعمال الخاصة بتطوير التعاون بين روسيا وتركيا في القارة الاوراسية (16 نوفمبر عام 2001)، واتفاقية التعاون العسكري (عام 2002)، والبيان السياسي المشترك حول تعميق الصداقة والشراكة (6 ديسمبر عام 2004).
وقد زار فلاديمير بوتين الرئيس الروسي تركيا في ديسمبر عام 2004. وشارك بوتين عام 2005 في مراسم افتتاح خط انابيب الغاز «السيل الأزرق» وذلك خلال القمة التاسعة لمنظمة التعاون الاقتصادي بين دول البحر الأسود التي انعقدت في مدينة سامسون التركية في عام 2007 .
وزار الرئيس التركي أحمد نجدت سيزر روسيا في الفترة من 28 يونيو إلى 30 يونيو عام 2006 ، واحتلت مركز الصدارة في المباحثات بينه وبين الرئيس الروسي المواضيع مثل التعاون في مجال الطاقة والبناء والاستثمارات والتعامل مع القضايا العالمية والإقليمية.
وقام رئيس الوزراء التركي رجب طيب أردوغان بزيارة روسيا عدة مرات. ففي 13 اغسطس عام 2008 زار اردوغان موسكو حيث تقدم بمبادرة إنشاء «منطقة الاستقرار والتعاون في القوقاز».
وأصبح البروتوكول الخاص بانتهاء المباحثات الثنائية حول دخول السلع والخدمات الروسية للاسواق التركية في إطار عملية انضمام روسيا إلى منظمة التجارة العالمية والذي تم توقيعه يوم 19 ابريل عام 2005 في انقرة أصبح إنجازا هاما في تطور العلاقات الروسية التركية. وقد جرت عام 2007 في تركيا فعاليات سنة الثقافة الروسية. اما عام 2008 فشهد فعاليات سنة الثقافة التركية في روسيا. وتعد منتجعات تركيا من أفضل الاماكن لاستجمام المواطنين الروس. وقد زار تركيا في عام 2010 عدد قياسي من السواح الروس بلغ 3.1 مليون شخص.

## التعاون الاقتصادي التجاري
| العام | حجم التبادل التجاري (مليون دولار) |
| ----- | --------------------------------- |
| 2007  | 22,512                            |
| 2008  | 33,849                            |
| 2009  | 19,592                            |
| 2010  | 25,239                            |

تعد تركيا شريكة اقتصادية تقليدية لروسيا. ويزداد حجم التبادل السلعي بين البلدين من سنة إلى أخرى. وقد بلغ عام 2004 قيمة 11 مليار دولار. اما في عام 2008 فبلغ قيمة قياسية قدرها 33.8 مليار دولار.
وتشغل تركيا المرتبة الخامسة بين الشركاء التجاريين لروسيا. ومن أهم الصادرات الروسية إلى تركيا موارد الطاقة والمنتجات الحديدية والمواد الكيميائية. اما الواردات الروسية من تركيا فتشمل النسيج ومنتجاته والماكينات ووسائل النقل ومنتجات الصناعة الكيميائية والمواد الغذائية.
وتم في عام 1992 تشكيل اللجنة الحكومية المختلطة الخاصة بالتعاون التجاري الاقتصادي والعلمي والتقني. تم في عام 1991 تأسيس مجلس الأعمال التركي الروسي. وفي أوكتوبر عام 2004 أسس مجلس الأعمال الروسي التركي. ويساهم المجلسان في إقامة علاقات العمل المباشرة بين الشركات والاقاليم الروسية والتركية.
قام الرئيس الروسي دميتري مدفيديف يوم 12 مايو عام 2010 بزيارة تركيا اسفرت عن توقيع 17 اتفاقية، منها اتفاقيات التعاون في مجال الطاقة وبناء محطة كهرذرية وفي مجال الزراعة وأيضا عن إلغاء تأشيرات السفر بين البلدين. ووقع الطرفان أيضا اتفاقية التعاون حول بناء وتشغيل محطة كهروذرية في موقع اككويو قرب مدينة مرسين التركية. وشاركت في المناقصة الخاصة ببناء هذه المحطة التي اعلنت منذ اواخر سبتمبر/أيلول عام 2008 حوالي 14 شركة رائدة في العالم. وبعد فحص العطاءات اعلنت الحكومة التركية ان الفائز في المناقصة هو الكونسورسيوم الروسي ـ التركي الذي يضم شركتي «اتوم ستروي اكسبورت» و«انتر راو يي إس» الروسيتين للطاقة وشركة "Park Teknik" التركية.
ووقعت روسيا وتركيا خلال زيارة مدفيديف كذلك على مذكرة للتعاون في مجال ضمان النقل الآمن للنفط في منطقة البحر الأسود. ويعطي الطرفان الاولوية ابان ذلك لمشروع انبوب النفط سامسون ـ جيهان الذي بدأ بناؤه في اواخر أبريل/نيسان عام 2010. ويمر الخط من شمال تركيا إلى جنوبها التفافا على مضيقي البوسفور والدردنيل، وسينقل النفط الروسي من حوض البحر الأسود إلى الأسواق الأوروبية.
هذا وكانت «Eni» و"Calik" التركيتان و«روس نفط» و«ترانس نفط» الروسيتان قد وقعت في أكتوبر/تشرين الأول 2009 مذكرة تفاهم تنص على امكانية استحداث مؤسسة مشتركة خاصة ببناء انبوب النفط «سامسون ـ جيهان».